# Zamunda humeralis
Zamunda humeralis är en insektsart som beskrevs av Andrej Vasiljevitj Gorochov 2007. Zamunda humeralis ingår i släktet Zamunda och familjen syrsor. Inga underarter finns listade i Catalogue of Life.